# 溪头林氏宗祠
溪头林氏宗祠，是位于中国福建省福州市闽清县金沙镇溪头村的一个清代古建筑，2023年入选第七批闽清县文物保护单位。
溪头林氏宗祠是一座具有闽都式建筑特色的地方宗祠，始建于清朝，2001年重修，坐南朝北，土木结构，面宽21.7米，进深34.5米，平面呈长方形，占地面积749平方米，天井左右回廊4柱3间，外侧则是马鞍式风火墙，有精美的木雕、灰塑，具有一定艺术价值。